# Guillaume II Talvas de Bellême
Pour les articles homonymes, voir Guillaume Talvas.
Guillaume II Talvas (v. 995 - château de Domfront, 1052), seigneur de Bellême et d’Alençon. Il était le fils de Guillaume Ier de Bellême et de Mathilde de Condé-sur-Noireau.

## Biographie
Guillaume II Talvas a dirigé la terre de Bellême après l’assassinat par vengeance de son frère Robert Ier de Bellême par Gauthier de Sordains. Robert avait fait pendre le père et les frères de Gauthier après leur capture dans une bataille. Sa réputation était celle d’un homme cruel, impie et tyrannique qui n’avait d’humain que la face : « pire que ses frères en tout, sa cruauté s’est épanouie jusqu’à ce jour parmi ses descendants », « ours en cruauté mais timide comme un lièvre ». D’après le chroniqueur de l’époque Guillaume de Jumièges, Guillaume Talvas, mécontent de sa première épouse, la fit étrangler par deux brigands sur le chemin de l’église en présence de tout le peuple. Il se remaria bientôt avec Haberge de Beaumont, fille de Raoul V de Beaumont, vicomte du Maine. Sans agrémenter ses noces et ayant invité Guillaume Giroie, seigneur de Montreuil-l'Argillé, d’Échauffour et de Saint-Céneri envers lequel il avait de grandes obligations pour l’avoir secouru en plusieurs circonstances, il le reçut et le traita avec bienveillance plusieurs jours avant de le faire arrêter secrètement. Avant de partir pour une partie de chasse, il donne l’ordre de lui crever les yeux, couper le nez et les oreilles et l’émasculer devant le peuple d’Alençon qui a été rassemblé. Indignés par cet acte, les frères de Guillaume Giroie, Raoul dit le Mal Couronné, Robert, et leurs alliés s’en vengèrent en ravageant, pillant et incendiant ses terres puis en assiégeant son château en le défiant de sortir et de se battre.
C’est son propre fils, Arnulphe, qui, s’étant disputé avec lui, le fit jeter dehors, le condamnant à une vie d’errance et d’exil. La prise de toutes les richesses et des terres de son père par Arnulphe, dont les chroniqueurs écrivirent que « si la cruauté de Guillaume Talvas fut grande, l’impiété de son fils la passe de bien loin », ne lui fit profita guère car il fut étranglé dans son sommeil au manoir de la Nocherie à Saint-Bômer-les-Forges (61)[réf. nécessaire].
La suite des événements est peu claire. Il semble que Guillaume ait demandé au comte d'Anjou d’intervenir pour récupérer ses places perdues. Il accepta ; Alençon et Domfront se révoltèrent alors contre les Normands. Le duc de Normandie Guillaume le Bâtard entreprit une campagne militaire pour mater les rebelles et prendre le contrôle de la seigneurie de Bellême. L’offensive militaire fut un succès. Selon Orderic Vital, après des années d’errance, la famille de Montgommery finit par recueillir Talvas et sa fille Mabile en échange de quoi Talvas offrit celle-ci en mariage à Roger II de Montgommery, vicomte de l’Hiémois. Il semble plutôt que ce mariage fut imposé par Guillaume le Bâtard afin que la seigneurie entre dans l’orbite du duché, Roger de Montgommery étant un proche du duc, et un cousin éloigné.

## Famille et descendance
Épouse
- Hildeburge, fille de Raoul V, vicomte du Maine ;
- une deuxième épouse ?

Enfants
avec sa première épouse :
- Arnulphe (ou Arnoul) qui, ayant forcé son père à s’exiler, ce dernier, toujours d’après Guillaume de Jumièges, le fera étrangler dans son lit ;
- Mabile de Bellême, surnommée l’Empoisonneuse qui épousa Roger II de Montgomery, comte de Shrewsbury en 1074.

avec sa deuxième épouse :
- Olivier de Mesle, qui ayant été suspecté du meurtre de son frère Arnulphe, se fera moine à l’Abbaye Notre-Dame du Bec.

### Source
- Guillaume de Jumièges, Orderic Vital, Robert de Torigni, Histoire de Normandie, v. 1070, Éd. François Guizot, Caen, Mancel, 1826.